# لاري سيمون
لاري سيمون (بالإنجليزية: Larry Semon) هو كاتب سيناريو ومخرج وممثل أمريكي، ولد في 9 فبراير 1889 بويست بوينت في الولايات المتحدة، وتوفي في 8 أكتوبر 1928 بفيكتورفيلي في الولايات المتحدة بسبب ذات الرئة وسل.

## أعمال

### أفلام
- (1927) العالم السفلي

## وصلات خارجية
- لاري سيمون على موقع IMDb (الإنجليزية)
- لاري سيمون على موقع ألو سيني (الفرنسية)
- لاري سيمون على موقع أول موفي (الإنجليزية)
- لاري سيمون على موقع قاعدة بيانات برودواي على الإنترنت (الإنجليزية)
- لاري سيمون على موقع قاعدة بيانات الأفلام السويدية (السويدية)
- لاري سيمون على موقع قاعدة بيانات الفيلم (الإنجليزية)
- لاري سيمون على موقع كينوبويسك (الروسية)